# Farmington (Minnesota)
Farmington es una ciudad ubicada en el condado de Dakota en el estado estadounidense de Minnesota. En el Censo de 2010 tenía una población de 21086 habitantes y una densidad poblacional de 544,83 personas por km².

## Geografía
Farmington se encuentra ubicada en las coordenadas 44°39′24″N 93°10′4″O / 44.65667, -93.16778. Según la Oficina del Censo de los Estados Unidos, Farmington tiene una superficie total de 38.7 km², de la cual 38.05 km² corresponden a tierra firme y (1.69%) 0.66 km² es agua.

## Demografía
Según el censo de 2010, había 21086 personas residiendo en Farmington. La densidad de población era de 544,83 hab./km². De los 21086 habitantes, Farmington estaba compuesto por el 89.8% blancos, el 2.14% eran afroamericanos, el 0.51% eran amerindios, el 3.55% eran asiáticos, el 0.07% eran isleños del Pacífico, el 1.1% eran de otras razas y el 2.82% pertenecían a dos o más razas. Del total de la población el 3.64% eran hispanos o latinos de cualquier raza.